# Predtechenka
Predtechenka (ryska: Предтеченка) är en ort i Kirgizistan.   Den ligger i oblastet Tjüj Oblusu, i den norra delen av landet, 40 km väster om huvudstaden Bisjkek. Predtechenka ligger 636 meter över havet och antalet invånare är 1 437.
Terrängen runt Predtechenka är platt, och sluttar norrut. Runt Predtechenka är det ganska glesbefolkat, med 45 invånare per kvadratkilometer. Närmaste större samhälle är Belovodskoye, 14,5 km söder om Predtechenka. Trakten runt Predtechenka består till största delen av jordbruksmark.